# Chaoborus depereti
Chaoborus depereti är en tvåvingeart som beskrevs av Meunier 1915. Chaoborus depereti ingår i släktet Chaoborus och familjen tofsmyggor. Inga underarter finns listade i Catalogue of Life.